# マギーペール
『マギーペール』は、髙木信孝による日本の漫画作品。ワニブックス『コミックガム』にて2006年10月号より2008年10月号まで連載。

## 作品概要
金雀枝魔育学園に転入した聖愛は、転入早々レフスイートに選ばれてしまう。しかし、魔法がほとんど使えない聖愛にとって、これは死活問題。うにゅの助けで何とか魔法が使えるようになったものの、このままではレフスイートの地位が危ない。どうする聖愛。

## 背景
人が地水火風のいずれかの属性を持つ世界。魔獣に対抗するため、特に魔力の高い人が魔特隊という防衛隊を組織している。
高校においても各属性の中で特に魔力の秀でた生徒が選ばれてマギーレニオン（以下マギーと略す）という防衛隊を組織する。マギーはカルティエと呼ばれるマギー本部を本拠地とし、属性ごとのマスターを中心に活動する。マスターはそれぞれスイートと呼ばれる補佐役を選び、ペア（ペール）で動くことも多い。基本的にマスターには3年生がなり、スイートは2年生から選ばれる。マスターが卒業するとスイートが次のマスターとなって新たなスイートを選ぶ。
マスター及びスイートはその魔力で魔具（アイテム）を呼び出すことができ、その魔具を使って魔獣に対抗している。
属性の呼び名は次のようになっている。
- レフ（火属）
- オー（水属）
- ヴェント（風属）
- テール（地属）

## 主な登場人物
小梢 聖愛（こずえ まりあ）
主人公。金雀枝魔育学園（えにしだまいくがくえん）の1年生。属性は火。
転入初日の放課後、校庭に現れた魔獣に遭遇したが、そこに駆けつけたレフマスターの玲有によりレフスイートにされて魔具・バレンタインを呼び出し、そのまま勢いで魔獣を倒してしまう。しかし、聖愛自身は魔法が使えないというか苦手で、現在はうにゅのおかげで何とかなっている状態。バレンタインの呼び出しもうにゅがいないとできない。
実は強大な魔力の持ち主で幼少の頃に福魔（後のうにゅ）を生み出してしまったが、幼かったため制御が出来ず、やむなく母親の茉里がその福魔を封印。そのせいで聖愛自身の魔力も封印されてしまい、魔法が使えなくなっていた。
スポーツが得意で足は速い。また水泳も得意。
うにゅ
聖愛に取り憑いた福魔。唐揚が大好物。魔法が使えない聖愛の魔力の源。
福魔には、本当に魔獣になつかれるパターンと、強大な魔力により魔獣を生み出してしまったパターンの二つがあり、うにゅは後者。また後述のモコも同様で、やはり強大な魔力を持つ欅妃が生み出してしまったもの。
天羽 玲有（あもう れいな）
金雀枝魔育学園の3年生でレフマスター。魔具はカタリナ。
聖愛転入前に夢で聖愛と出会い、聖愛が転入初日に魔獣に襲われたところに駆けつけ、その場で聖愛をレフスイートにしてしまった。
通常、スイートには2年生が選ばれるが、玲有はレフマスターになってもスイートを決めておらず、スイートになりたい2年生達の取り巻きがいたが、それに目もくれず、転入してきた1年生の聖愛をレフスイートにしてしまったため、いろいろと騒ぎになってしまった。
水泳は苦手（まったく泳げない）だが、レフは水が苦手だかららしく、聖愛の母親によると、レフのくせにバリバリ泳げる聖愛の方がおかしいのだとか。
小梢 茉里（こずえ まり）
聖愛の母親。属性は火。金雀枝の初代マギーレニオンのメンバで、玲有が聖愛をマギーに入れるための挨拶に行ったときにも、玲有が用件を言い出す前に承認するなど、今でもマギーへの思い入れは深い。聖愛を推薦で無試験で金雀枝に転入させたり、マギーの合宿で引率の先生が頭が上がらない等、かなり強い権力がある模様。魔具・アグネスを呼び出すことができる。
村主 柚凪（すぐり ゆなぎ）
聖愛のクラスの委員長。聖愛転入時に校内案内をした後、放課後に聖愛と一緒に魔獣に襲われた。その後もよく聖愛と一緒に行動している。
属性は水で、3年生卒業時のマギーの引き継ぎ時に陽斗より次のオースイートに指名された。
生瀬 千尋（なませ ちひろ）
金雀枝魔育学園に転入し、聖愛や柚凪と同級になった1年生。属性は火。レフなので水は苦手。
聖愛は1学期の転入だったが、千尋は2学期の転入。
既にマギー入りできるほどの実力を持ち、魔具・フランチェスカを呼び出すことができる。
転入初日は柚凪に校内案内をされ（聖愛も同行）、またうにゅを気に入ったこともあって、最初は聖愛と仲良くなったが、マギー入りを強く希望する千尋は聖愛がレフスイートであることを知ってから一方的に聖愛をライバル認定し、何かにつけて勝負を挑むようになった。
玲有の卒業でレフマスターとなった聖愛からレフスイートに指名された。
棚瀬 月姫（たなせ かぐや）
玲有の同級生でオーマスター。玲有と仲が良い。魔具はマルガリータ。
倉林 陽斗（くらばやし あきと）
金雀枝魔育学園の2年生でオースイート。
次のオーマスターになるときには柚凪をオースイートに指名することに決めている。
湯上 空臥（ゆがみ くうや）
金雀枝魔育学園の3年生でヴェントマスター。魔具はグレゴリウス。
豪放な感じだが、穂華には弱いようである。
垣内 穂華（かきうち ほのか）
金雀枝魔育学園の2年生でヴェントスイート。魔具はウスルラ。
空臥と恋人関係になっているらしい。
関森 欅妃（せきもり けやき）
金雀枝魔育学園の2年生でテールマスター。モコという名の福魔が憑いている。
魔具はバルバラ。テールスイートはまだいない。
棗田 龍騎（なつめだ りゅうき）
空臥の卒業でヴェントマスターとなった穂華からヴェントスイートに指名された。
皆見 剣（みなみる けん）
最終話にしてようやく欅妃が指名したテールスイート。

## その他
以下の人物の外見と性格に共通点が見られる。
聖愛/『でじぱら』の井深まれは/「@ホーム〜姉妹たちの想い〜」のさくら
『マギーペール』の単行本の1巻と「@ホーム〜姉妹たちの想い〜」の単行本は同時期に発売されているが、『マギーペール』の1巻のあとがきでは「@ホーム〜姉妹たちの想い〜」のメイドレストランFamiliesのメイド服姿の聖愛が、また「@ホーム〜姉妹たちの想い〜」の単行本のあとがきではレフスイート姿のさくらが描かれている。見た目の違いはアホ毛の有無程度。
月姫/『でじぱら』の早川うぶき/「@ホーム〜姉妹たちの想い〜」のここあ

## 単行本
ワニブックスより GUM COMICS PLUS として全4巻が刊行されている。
1. 1巻 ISBN 978-4-8470-3599-9
2. 2巻 ISBN 978-4-8470-3617-0
3. 3巻 ISBN 978-4-8470-3642-2
4. 4巻 ISBN 978-4-8470-3661-3